# Dragó (militar)

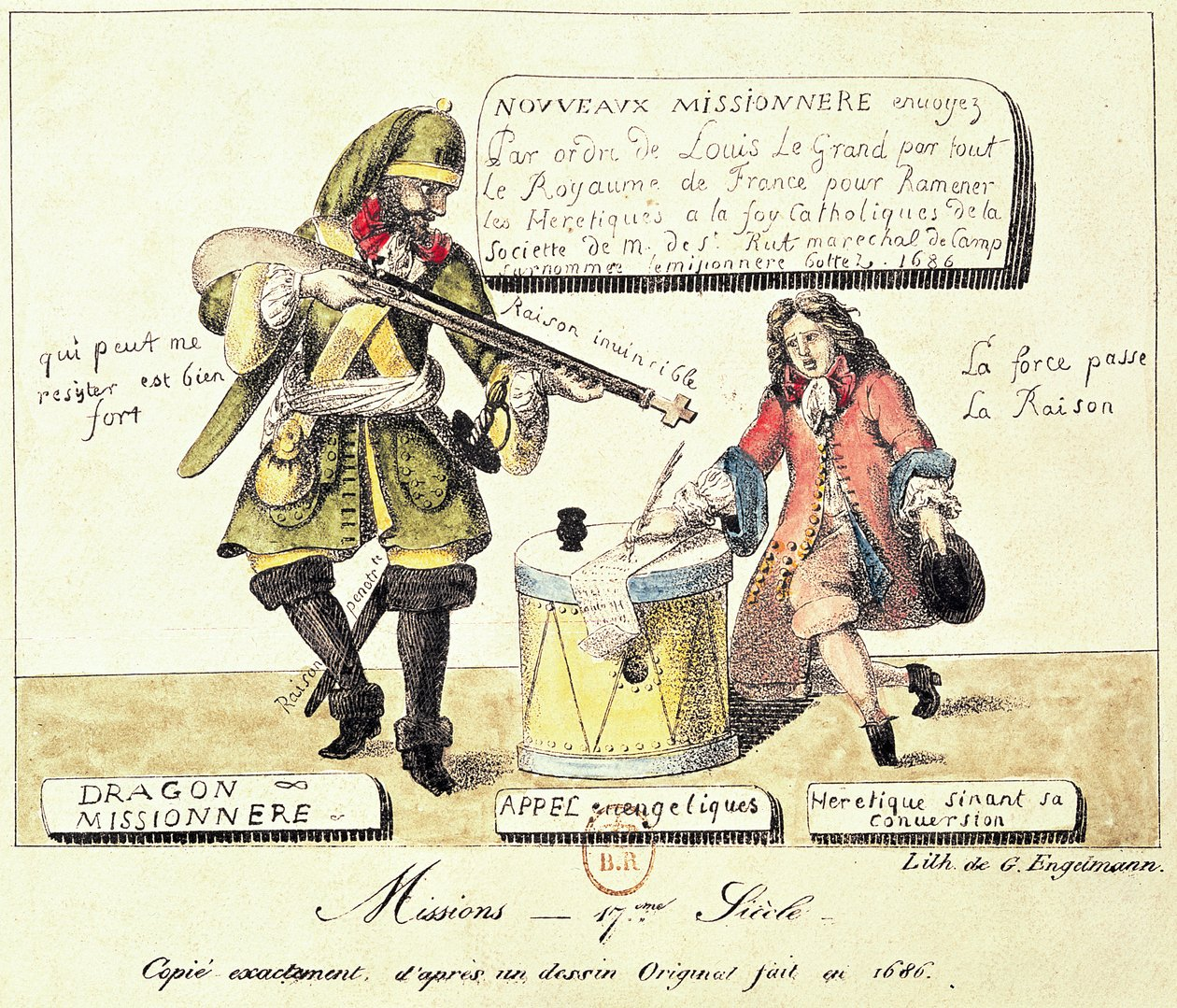
Caricatura protestant d'un dragó (1686) amb el casquet característic, durant les dragonades

Un dragó, en contextos militars, és un membre del cos de dragons, inicialment d'infanteria muntada i posteriorment de cavalleria lleugera. L'origen del mot és discutit; sovint es considera que prové del mosquet amb què s'armaven els dragons francesos del segle xvii, el qual era conegut com a dragó perquè el martell en tenia la forma.

## Història

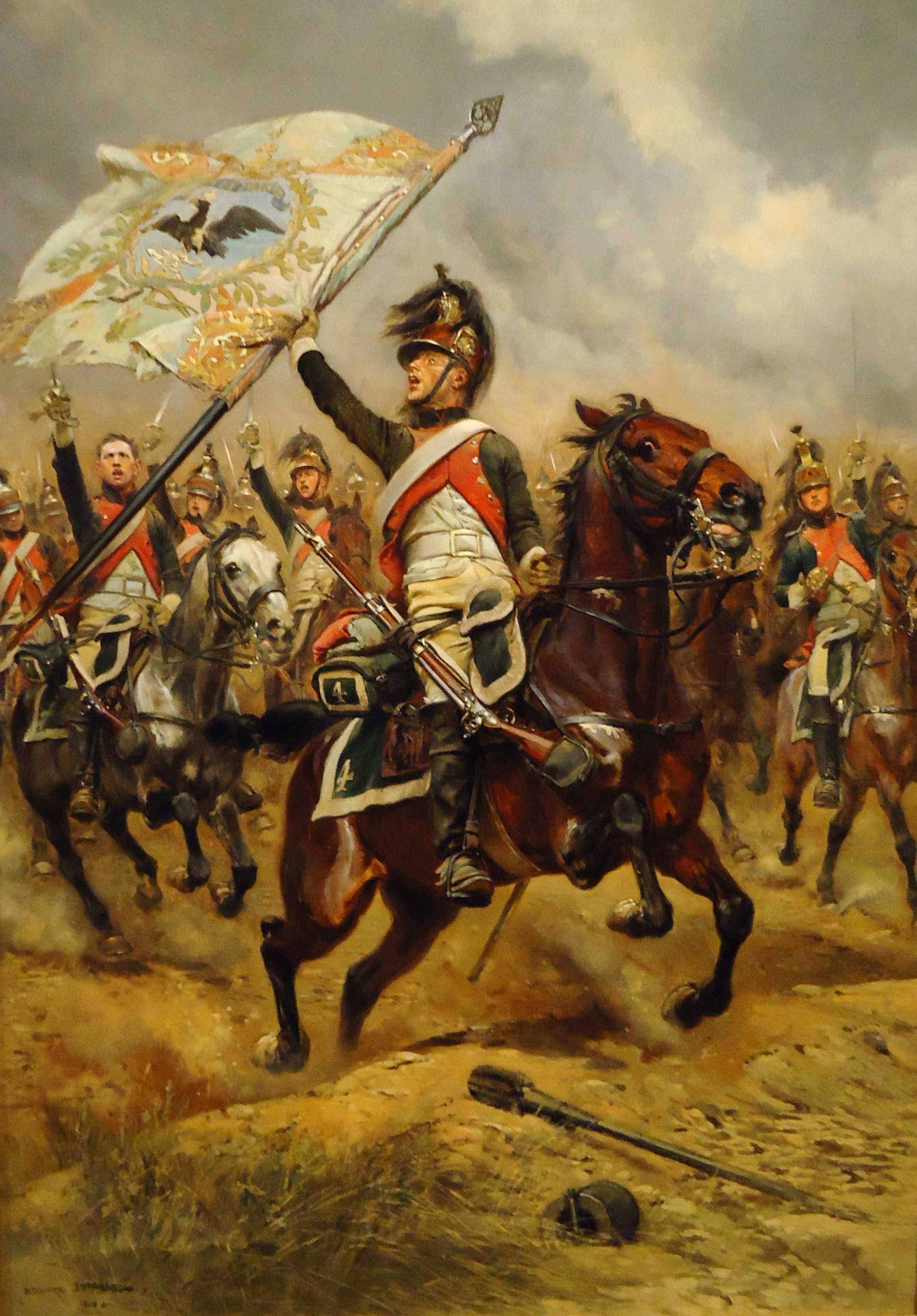
Dragó francès al 1806.

Els dragons sorgiren entre finals de segle xvi i inicis del xvii, potser simultàniament a França i a Alemanya, com a resultat del costum de transportar a cavall certes unitats d'infanteria, que en acabat lluitaven a peu; de la mobilitat d'aquestes tropes sorgí l'expressió exèrcit volant. Aquest fou, concretament, el paper dels dragons en constituir-se com a cos individualitzat, present en nombrosos exèrcits europeus: venien a ser l'elit de la infanteria lleugera; s'armaven de carrabina i pistola, així com, secundàriament, de sabre; duien equipament reduït que facilités els moviments; i es desplaçaven mercès a llurs muntures, i un cop desmuntats, un dels dragons es feia càrrec dels cavalls. Emperò, combatent a peu, estaven en desavantatge en enfrontar-se amb la cavalleria pròpiament dita.
El 1554, el mariscal de França, Charles I de Cossé va crear un cos d'arcabussers que combatien a peu i es desplaçaven a cavall per a servir a l'exèrcit del Piemont. En aquesta època va ser quan es va començar a utilitzar el nom d'origen incert de dragons. Es creu que es pot al·ludir als dracs d'uns suposats estendards (banderes de guerra) de les tropes de Brissac o bé a una mosqueta curta o carrabines anomenada així en aquella època.
Pedro de la Puente al 1635 com a part de l'Exèrcit Espanyol, va organtizar a Innsbruck (Àustria) un cos de dragons, i al 1640 es va crear a Espanya un terç de mil dragons armats, amb arcabussos, pedrenyals (també anomenats pedrenyals catalans) i malls. A finals del segle xvii hi havia tres tercis a Espanya, tres tercis als Països Baixos i tres més al ducat de Milà. Al 1704, com la resta de tercis van ser dissols i transformats en regiments per Felip V. Durant el segle xvii es van crear varis regiments de dragons als virregnats americans, alguns d'ells per a fer funcions de policia.
A principi del segle xvii, Gustau II Adolf de Suècia va desenvolupar aquest tipus de tropes per als seus exèrcits, i va equipar els dragons amb sabres, destrals i mosquetes, i és imitat per quasi tots els exèrcits europeus. Al llarg del segle xviii va perdre progressivament importància el caràcter d'infanteria dels dragons, fins a desaparèixer totalment: A partir de les primeres guerres de Frederic el Gran de Prússia, el terme dragó va fer referència també a la cavalleria mitja, i a principis del següent segle, poques vegades lluitaven ja a peu. No obstant, alguns exèrcits van continuar anomenant dragons certes unitats com les de cavalleria mitja o lleugera (i al segle XX mecanitzada) fins a l'actualitat.
Cap al final del segle xviii els dragons havien evolucionat fins a esdevenir un cos de cavalleria lleugera, enquadrat en esquadrons (i no ja en companyies a la manera de la infanteria).
Com la resta de cossos de cavalleria, els dragons deixaren d'existir pràcticament arreu durant la Primera Guerra Mundial. Encara avui, per tradició, hi ha exèrcits amb unitats titulades de dragons, que generalment són unitats de blindats.

## Uniformologia dragona

### Lligadures de dragó

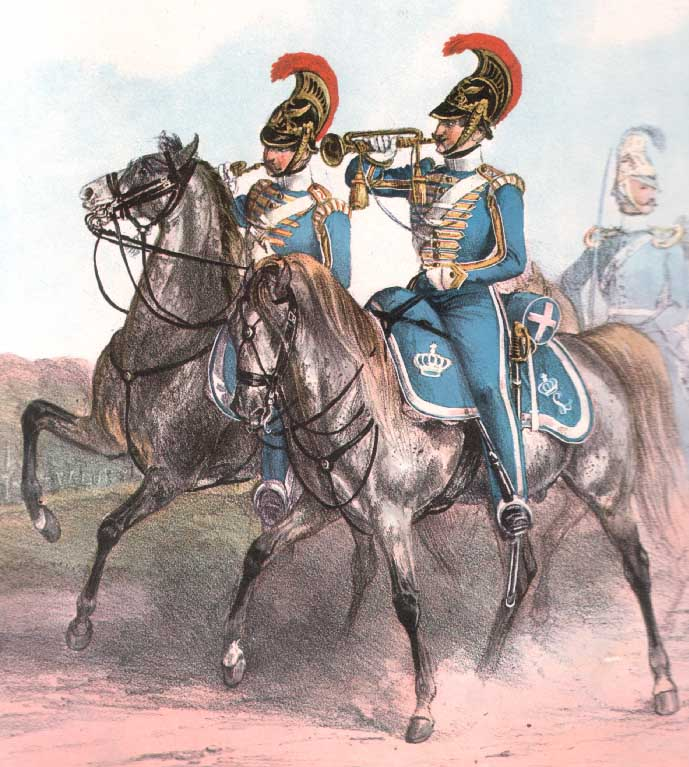
Dragons de Baden (1835) amb el casc característic

A diferència d'altres cossos de cavalleria com els hússars i els ulans, els dragons mancaven d'uniforme característic. Tot i això, foren, probablement, el primer cos a dur una lligadura individualitzadora, divergent de la resta de l'exèrcit, ja adoptada entorn de 1670 almenys: el casquet de dragó. Aquest consistia en una cucurulla d'extrem flàccid caigut cap a una banda, amb una borla penjant de l'extrem. Aquesta lligadura estava destinada a tenir una influència molt important en la història uniformològica: d'una banda, donà origen al casquet granader; de l'altra, posà les bases del posterior casquet de caserna; a més, inaugurà la tradició d'usar borles a les lligadures militars.
Al llarg del segle xviii el casquet de dragó tendí a reservar-se com a lligadura casernària, alhora que evolucionava cap a la línia del casquet de caserna; en campanya es duia tricorn, com la major part de l'exèrcit.
A partir del període napoleònic, la lligadura de campanya més habitual dels dragons fou un casc metàl·lic d'imitació clàssica, amb cimera coronada d'un gran plomall, no gaire diferent del casc dels cuirassers.

### Influència dels dragons en la terminologia militar
En una o altra llengua s'anomena dragona (o equivalent morfològico-etimològic) alguna peça d'uniforme o d'equipament originada en el cos de dragons o popularitzada per aquests. És, sobretot, el cas de la dragona de sabre, amb presència multilingüe. D'altra banda, en portuguès s'anomena dragona la 'xarretera'; i en espanyol dragona és, alhora, el nom de la 'dragona' de sabre i un dels termes que designen la 'xarretera'.

### Altres característiques notables de la indumentària dragona
Ja en el segle xvii els dragons, com a unitat d'elit al si de la infanteria, carregaven l'arma de foc mitjançant portafusell, el qual trigaria dos segles a generalitzar-se a tot l'exèrcit.
Alhora, els dragons, com a tropa muntada, era prou habitual que calcessin botes, fins i tot en el període d'enquadrament en la infanteria, mentre que la resta de la infanteria es calçava amb sabates.
Per comoditat en les marxes i en l'acció, els dragons foren les primeres tropes a dur plegats els faldons de la casaca, punt que seria imitat tot seguit per la resta de cossos i donaria peu a un desenvolupament major del sistema de colors constrastants, a més d'influir en l'estilística civil aplicada a la peça.

## Les dragonades
Durant el regnat de Lluís XIV de França es produïren persecucions armades contra els protestants, generalment a càrrec de dragons, conegudes per això com a dragonades. Per aquest motiu en moltes llengües dragonada equival a 'repressió violenta'. En català, però, el diccionari normatiu només recull l'accepció específica de 'persecució dels protestants francesos durant el regnat de Lluís XIV'.